# Józef Franciszek Pac
Józef Franciszek Pac herbu Gozdawa (zm. w końcu października 1764 roku) – kasztelan żmudzki w 1748 roku, starosta ziołowski, szyrwincki, mejszagolski i chwejdański.
Syn Jana Kazimierza, chorążego nadwornego litewskiego. Ojciec Ignacego i Michała Jana.
Marszałek sejmiku brzeskolitewskiego w 1719 roku. Jako marszałek sądów kapturowych województwa brzeskolitewskiego był elektorem Stanisława Leszczyńskiego w 1733 roku z tego województwa. W 1735 roku przebywał wraz ze Stanisławem Leszczyńskim w Królewcu, gdzie przystąpił do konfederacji dzikowskiej.
W 1754 roku odznaczony został Orderem Orła Białego.